# 3031 Houston
För andra betydelser, se Houston (olika betydelser).
3031 Houston eller 1984 CX är en asteroid i huvudbältet som upptäcktes den 8 februari 1984 av den amerikanske astronomen Edward L.G. Bowell vid Anderson Mesa Station. Den är uppkallad efter den amerikanske astronomen Walter Scott Houston.
Asteroiden har en diameter på ungefär 6 kilometer och den tillhör asteroidgruppen Flora.